# Línia 8 del metro de Barcelona
La línia 8 és un servei de ferrocarril metropolità que forma part de la Línia Llobregat-Anoia de Ferrocarrils de la Generalitat de Catalunya (hereva dels Ferrocarrils Catalans), compartint infraestructura amb cinc serveis més. Camins de Ferro del Nord-est d'Espanya (NEE) va construir i inaugurar el ferrocarril l'any 1912.

El traçat de la línia, que uneix Barcelona - Pl. Espanya i Molí Nou | Ciutat Cooperativa, és de doble via soterrada en el 73% del recorregut i doble via en superfície la resta del traçat.

Esquema de la línia 8

## Característiques generals
La línia 8 és una línia operada per Ferrocarrils de la Generalitat de Catalunya (FGC) que forma part del conglomerat de serveis del "Metro de Baix Llobregat" i Línia Llobregat-Anoia. El temps de viatge entre les dues estacions terminals és de 21 minuts. L'ample de la línia és de via estreta o ample mètric (1.000 mm) i la línia es controla des del Centre d'Operacions de Rubí.
Tradicionalment les línies urbanes de FGC (L6, L7 i L8) no s'han considerat part del metro de Barcelona fins a la integració tarifària l'any 2001 de tota la xarxa de transports de la primera corona de l'àrea metropolitana de Barcelona, el canvi de nomenclatura l'any 2003 de U6, U7 i S3 a L6, L7 i L8 (U d'urbà per L de línia) i l'augment de la freqüència de pas.
Actualment hi circulen trens de la sèrie 213, que tenen una capacitat d'entre 354 i 450 passatges i circulen a una velocitat màxima de 90 quilòmetres per hora.
La línia 8 té una longitud d'11,8 quilòmetres, nou estacions i en el global de la línia Llobregat-Anoia a la zona 1 de l'ATM l'any 2010 s'hi van realitzar un total de 14,2 milions de viatges, segons l'Autoritat del Transport Metropolità.
El servei té una freqüència de pas d'entre 5′30″ i 7′30″ depenent del tram i l'hora. El 14 d'abril de 2007 es va iniciar el servei de metro nocturn els dissabtes a la nit i a la revetlla de festius, però a partir del 7 de gener de 2012 es va deixar d'oferir aquest servei a les línies metropolitanes de FGC per racionalitzar despeses.
Municipis coberts
Els municipis coberts per la línia són: Barcelona, Cornellà de Llobregat, l'Hospitalet de Llobregat i Sant Boi de Llobregat. A la ciutat de Barcelona transcorre pel districte de Sants-Montjuïc.

### Estacions
Les estacions són majoritàriament amb andanes laterals, excepte Magòria i Molí Nou que tenen andanes centrals. Totes les estacions estan adaptades a persones amb mobilitat reduïda
Hi ha quatre estacions amb enllaç a línies del metro de Barcelona de FMB (TMB), una amb Rodalies de Catalunya i totes tenen correspondència amb altres línies de serveis suburbans i de rodalia de Ferrocarrils de la Generalitat de Catalunya:
| Estació                        | Metro | Altres |
| ------------------------------ | ----- | ------ |
| Molí Nou \| Ciutat Cooperativa |       |        |
| Sant Boi                       |       |        |
| Cornellà Riera                 |       |        |
| Almeda                         |       |        |
| L'Hospitalet Av. Carrilet      |       |        |
| Sant Josep                     |       |        |
| Gornal                         |       |        |
| Europa \| Fira                 |       |        |
| Ildefons Cerdà                 |       |        |
| Magòria La Campana             |       |        |
| Pl. Espanya                    |       |        |
| Hospital Clínic                |       |        |
| Francesc Macià                 |       |        |
| Gràcia                         |       |        |

## Història
La línia 8 forma part de l'actual línia Llobregat-Anoia dels Ferrocarrils de la Generalitat de Catalunya (FGC) que està formada per la xarxa de l'antiga societat de Ferrocarrils Catalans (Companyia General dels Ferrocarrils Catalans S.A., CGFC) que s'havia constituït per unir les tres companyies creadores de bona part d'aquesta xarxa: Tramvia o Ferrocarril Econòmic de Manresa a Berga, Ferrocarril Central Català i Camins de Ferro del Nord-est d'Espanya. Aquesta antiga xarxa de CGFC era anomanada el Carrilet o línia Catalans.
En concret, el tram al qual forma part la línia 8 va ser construït com a Ferrocarril de Barcelona a Martorell per part de Camins de Ferro del Nord-est d'Espanya (NEE).

### Cronologia

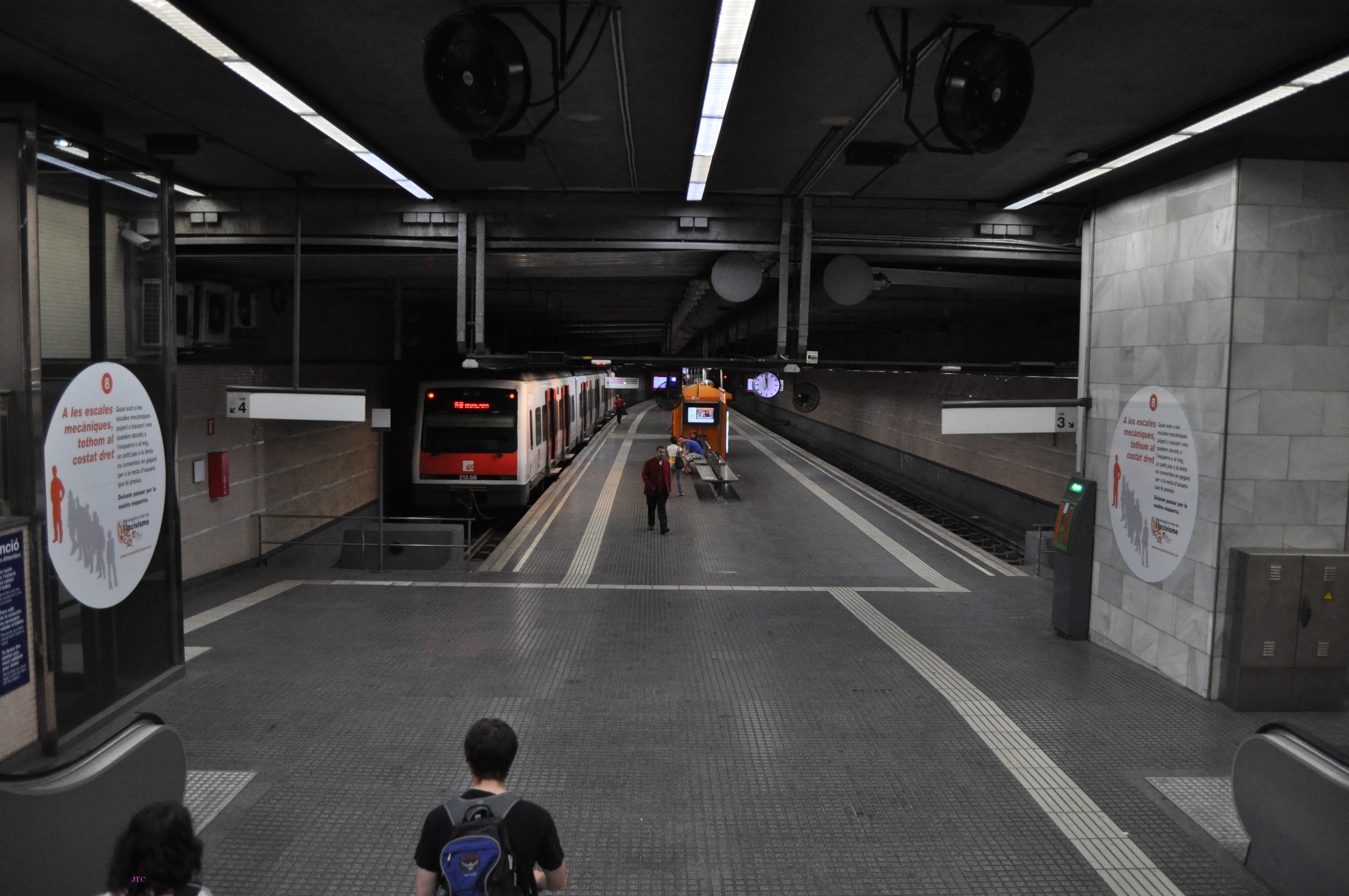
L'estació d'Espanya, línia 8

- 1884: S'aprova el projecte de Ferrocarriles-Tranvías del Bajo Llobregat (FTBLL) de Crédito Marítimo per construir una línia de Barcelona a Vallirana amb tres ramals, de Cornellà a Sant Feliu, de Sant Boi al Prat i de Sant Vicenç dels Horts a Sant Andreu de la Barca.
- 1906: Els problemes de la societat per la construcció del ferrocarril acaben amb la venda de la concessió a Ferran Gillis i Sadoul, que actuava en nom de Union des Tramways.
- 1907: Es constitueix a Brussel·les la societat Chemin de Fer du Nord-est de l'Espagne (NEE o "Camins de Ferro del Nord-est d'Espanya").
- 1908: Es fa la transferència de la concessió del ferrocarril de Vallira a Barcelona i ramals de Union des Tramways, a NEE.
- 1912: S'inaugura el ferrocarril entre Magòria i Martorell-Enllaç.
- 1919: La Companyia General dels Ferrocarrils Catalans es fa càrrec de l'explotació de la línia pels problemes financers de NEE. CGFC finalment adquireix NEE.
- 1977: Els Ferrocarrils Catalans tanquen per la situació deficitària de la companyia. L'estat se'n fa càrrec a través de Ferrocarriles de Vía Estrecha (FEVE).
- 1978: El Govern d'Espanya transfereix el ferrocarril a la Generalitat de Catalunya.
- 1979: Es constitueix Ferrocarrils de la Generalitat de Catalunya per gestionar la línia.
- 1985: Soterrament a Cornellà
- 1987: Soterrament a l'Hospitalet
- 1997: Desdoblament entre Plaça Espanya i Ildefons Cerdà
- 2001: Integració tarifària al metro de Barcelona: la línia S3 passa a ser la L8
- 2007: Obre una nova estació: Europa-Fira
- 2007: El 20 d'octubre obres en la línia d'alta velocitat Madrid-Barcelona desplacen un mur d'un túnel a l'altura de l'estació del Gornal, que provoca un caos ferroviari a l'àrea metropolitana de Barcelona i el tancament parcial d'aquesta línia durant quatre mesos.

### Antecedents
El Baix Llobregat durant la segona meitat del segle xix va tenir un fort desenvolupament econòmic i demogràfic i es va fer palesa la necessitat de construir un sistema de transports que unís el Baix Llobregat amb Barcelona. El 1880 ja existien les línies de Barcelona-Vilanova i Barcelona-Vilafranca-Tarragona però no donaven cobertura a bona part de la comarca, sobretot les del marge dret del riu.
Diversos propietaris i industrials van crear la societat Crédito Marítimo que va realitzar el projecte Ferrocarriles-Tranvías del Bajo Llobregat (FTBLL) i el 1882 va sol·licitar la concessió i el 1884 fou aprovat el projecte per Reial Orde. Aquest projecte pretenia construir una línia de Barcelona a Vallirana amb tres ramals, de Cornellà a Sant Feliu, de Sant Boi al Prat i de Sant Vicenç dels Horts a Sant Andreu de la Barca.
Més tard es va modificar el nom de la societat per anomenar-se Ferrocarriles Económicos del Bajo Llobregat. Les obres no es van finalitzar segons els terminis prescrits, que va sol·licitar diverses pròrrogues, però a inicis del segle xx els problemes de la societat van acabar amb la venda de la concessió el 1906 a Ferran Gillis i Sadoul. El 1907 es va constituir a Brussel·les la societat Chemin de Fer du Nord-Est de l'Espagne (NEE) que després va fundar la Union des Tramways. Aquesta última va rebre la concessió dels Ferrocarriles-Tranvías del Bajo Llobregat, ja que Gillis havia actuat en nom de la Union des Tramways.

### Ferrocarril de Barcelona a Martorell
El 1908 es va atorgar a Camins de Ferro del Nord-est d'Espanya (NEE), que havia canviat del francès al castellà el seu nom (Camino de Hierro del Nordeste de España), la concessió d'un ferrocarril de Martorell a Sant Vicenç de Castellet amb dos ramals, un a Sant Andreu de la Barca i un altre fins a Manresa. Tretze dies més tard s'autoritzava la transferència de la concessió del ferrocarril de Vallira a Barcelona i ramals de Union des Tramways, a NEE. La companya va replantejar els dos projectes per convertir-lo de tramvia a ferrocarril secundari i iniciant la construcció del ferrocarril de Barcelona a Martorell. A la fi del 1911 les obres estaven quasi finalitzades i veient que no podia construir tots els ramals el 1912 va modificar les concessions per esdevenir-ne una de sola anomenada "Barcelona–Manresa amb ramal a Vallirana". Aquell mateix any, el 29 de desembre de 1912, van inaugurar el ferrocarril entre Magòria i Martorell-Enllaç.

### Fusió
El 1914 NEE va entrar en crisi per la liquidació del principal suport de la companyia, el Banco Franco-Aermicano. L'esclat de la Primera Guerra Mundial també va portar problemes a la companyia, ja que tenia la seu a Bèlgica. Donats els seus problemes financers, un cop passada la guerra i la constitució de Companyia General dels Ferrocarrils Catalans (CGFC) el 1919, va portar que aquesta assumís l'explotació de la línia i l'inici de la fusió. Els accionistes dels Ferrocarrils Catalans (CGFC) van adquirir el capital de NEE, que va transferir la concessió del ferrocarril a CGFC amb la dissolució final de NEE.

### Clausura i transferència a FEVE
Les companyies FSB i FCC a partir de la dècada de 1970 van començar a patir problemes financers a causa de la inflació, l'augment de les despeses d'explotació i perquè el Govern feia mantenir tarifes polítiques i sense cap compensació. El 1977 després de demanar subvencions a diferents institucions, va sol·licitar el rescat de la concessió de les línies urbanes però l'Ajuntament de Barcelona va denegar la petició.
Durant l'any 1977 els comitès d'empresa de FSB i FCC van organitzar vagues perquè el seu salari fos similar als treballadors d'altres empreses de transports, l'empresa tot i augmentar preus havia tingut pèrdues i ja no es veia viabilitat a la continuació de la prestació del servei. El Ministeri d'Obres Públiques del Govern d'Espanya va plantejar la possibilitat de traspassar el servei a Ferrocarriles de Vía Estrecha (FEVE), però els treballadors no estaven d'acord i plantejaven la creació d'un consorci.
El 23 de maig de 1977 els Ferrocarrils de Catalunya van anunciar la clausura de la xarxa a partir del 20 de juny. El 17 de juny de 1977 per Reial Decret es van transferir les línies a Ferrocarriles de Vía Estrecha de forma provisional, mentre el Ministeri d'Obres Públiques del Govern d'Espanya, la Diputació de Barcelona, la Corporació Metropolitana de Barcelona i l'Ajuntament de Barcelona estudiaven el règim d'explotació d'aquesta xarxa. A causa de la indefinició es va produir una degradació del material i les instal·lacions dels Ferrocarrils de Catalunya, que en algun moment van determinar la paralització de l'explotació. Posteriorment el Govern d'Espanya va traspassar la infraestructura a la Generalitat de Catalunya el 1978. Mentre va dependre de FEVE, el Ministeri d'Obres Públiques tenia un projecte per reestructurar els serveis i tancar el Martorell-Igualada.

### Creació de FGC i millores

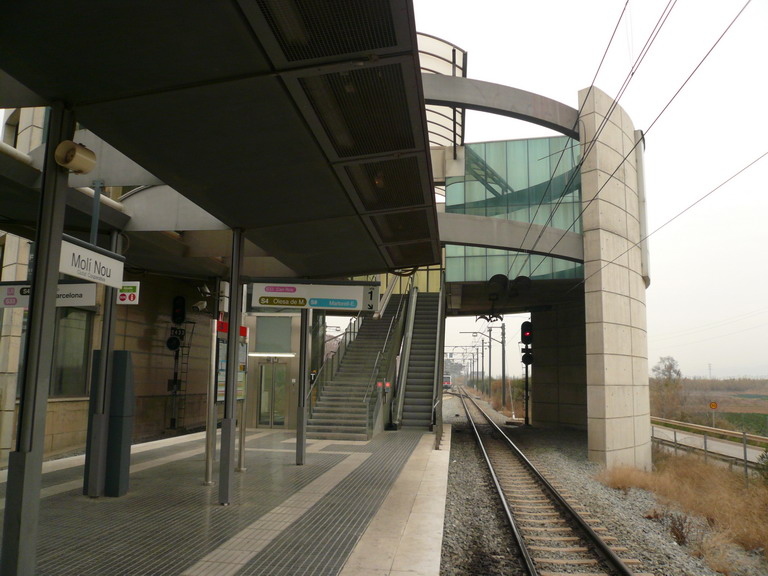
L'estació de Molí Nou Ciutat Cooperativa, final dels serveis de metro (L8), des de la integració tarifària el 2001.

Amb la reinstauració de la Generalitat de Catalunya, el Govern d'Espanya va traspassar a la Generalitat la gestió de les línies explotades per FEVE a Catalunya, gestionant així els Ferrocarrils Catalans a través del Departament de Política Territorial i Obres Públiques (DPTOP) fins que es va crear el 1979 l'empresa Ferrocarrils de la Generalitat de Catalunya (FGC), la qual integrava el 7 de novembre a la seva xarxa aquests ferrocarrils amb la denominació línia Catalunya i Sarrià.
A la Generalitat li van ser traspassades l'any 1978 les línies dels Ferrocarrils Catalans (Línia Llobregat-Anoia) i Ferrocarrils de Catalunya i Sarrià (Línia Barcelona-Vallès), amb un estat deficient que obligava a elaborar un pla de millora.
Es va soterrar la línia a Cornellà (el 1985 entre Cornellà Riera i Sant Josep) i a l'Hospitalet (el 1987 entre Sant Josep i Ildefons Cerdà).
La companyia impulsà una gran modernització de la línia. A la dècada de 1990 els dos governs van signar un conveni per finançar infraestructures de transport i els FGC va constituir l'anomenat "Metro del Baix Llobregat", establint freqüències més elevades. Es van renovar diversos trams per augmentar la velocitat, es va finalitzar la instal·lació d'electrificació als trams on no se'n disposava i es va millorar el manteniment de la infraestructura. Els serveis es van numerar, començant a utilitzar per a la línia 8 el color rosa i la identificació "S3" ("S" de suburbà). L'any 2003, juntament amb la posada en funcionament de la línia 11 del FMB, la S3 es reanomenà L8 ("L" de línia).

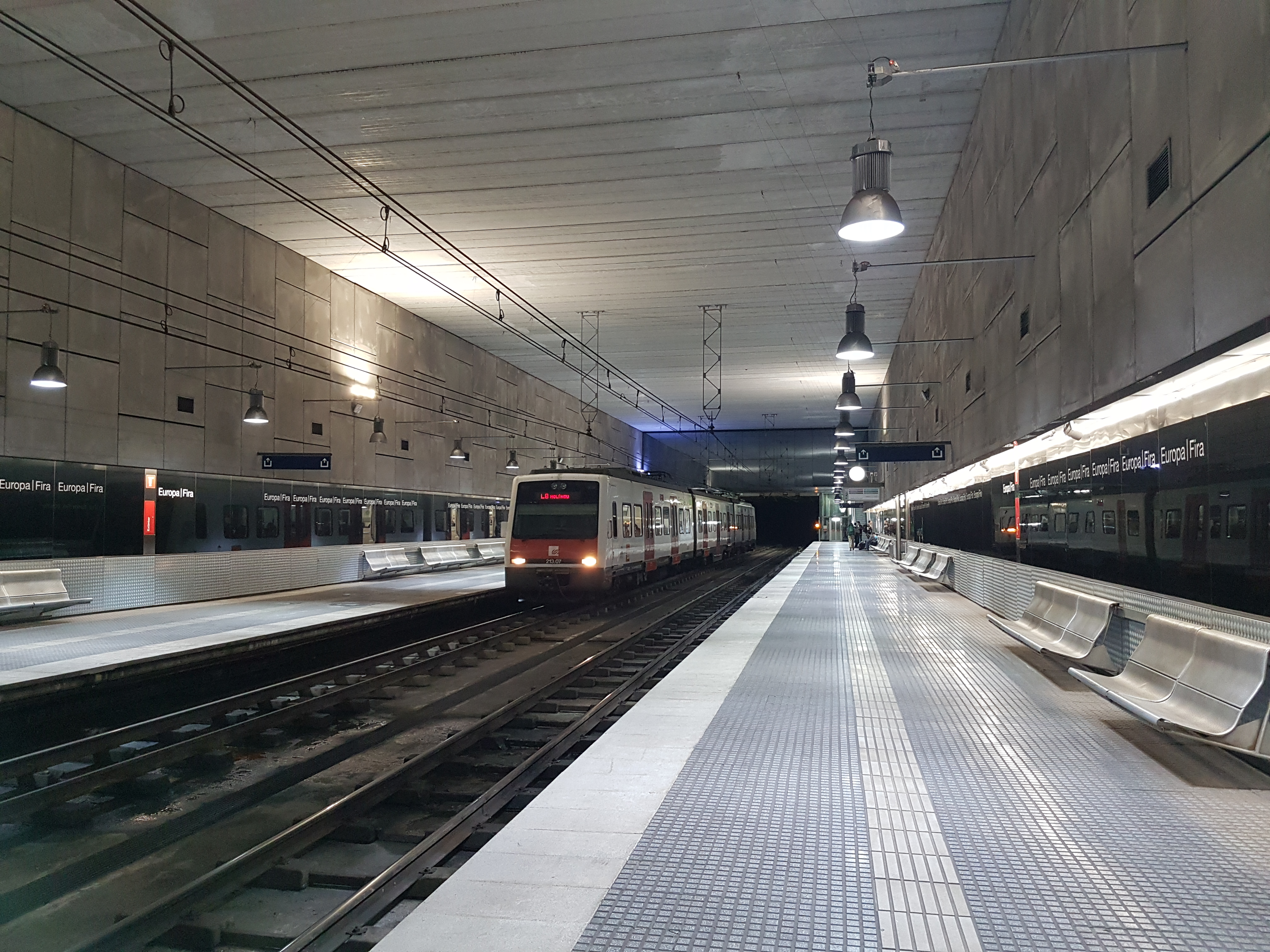
Estació d'Europa-Fira, oberta el 2007.

El 2007 es va inaugurar una nova estació entre Ildefons Cerdà i Gornal anomenada Europa | Fira, sota la Plaça d'Europa de l'Hospitalet de Llobregat pel desenvolupament de l'àrea de la Plaça Europa i la nova ubicació de Fira de Barcelona, en la qual enllaçaria amb la línia de la L9. L'any 2007 es va finalitzar tot el desdoblament de via entre Barcelona i Martorell. Les freqüències fins a l'any 2007 eren d'uns set minuts i mig i en hora vall de deu minuts, amb el "Metro del Baix Llobregat" es van passar a freqüències de tres minuts fins a Sant Boi de Llobregat incrementant col·lateralment el viatge en deu minuts a serveis de rodalia de la Línia Llobregat-Anoia.

### Interrupció del servei al Gornal
La posada en funcionament de les noves freqüències de la línia es va ajornar a causa de les obres de la línia d'alta velocitat Madrid-Barcelona que el 20 d'octubre de 2007 van desplaçar un mur del túnel de la Línia Llobregat-Anoia a l'altura de l'estació del Gornal, provocant un caos ferroviari a l'Àrea Metropolitana de Barcelona.
Les obres de la LAV Madrid-Barcelona que duia a terme el Ministeri de Foment van provocar cinc esvorancs el mes d'octubre en dues setmanes, provocant el tall de les línies de Rodalia de Barcelona de Renfe Operadora i la Línia Llobregat-Anoia de Ferrocarrils de la Generalitat de Catalunya. El darrer esvoranc que va provocar el desplaçament del mur del túnel de FGC va ser el més greu de tots, entre les parades d'Europa | Fira i Av. Carrilet. L'operatiu d'emergència es va compondre de 200 autobusos i la gratuïtat dels serveis afectats.
El servei de la línia no es va restablir fins al final de febrer del 2008, quatre mesos després del tall ferroviari. Aquest és un dels motius que tot i la pujada d'usuaris any rere any, l'any 2007 aquest increment fos inferior.

## Futures ampliacions

### Perllongament a Barcelona

Esquema de la línia 8 i ampliació.

L'any 1997 es va crear l'Autoritat del Transport Metropolità (ATM), aglutinant diferents administracions responsables, i s'inicià el planejament de forma més global integrant les línies de Renfe, FGC, TMB (FMB i Bus). L'any 2002 l'ATM va aprovar el Pla Director d'Infraestructures 2001-2010 que incloïa el perllongament de la línia Llobregat-Anoia entre Barcelona - Pl. Espanya i la Plaça Gal·la Placídia amb l'objectiu de "facilitar l'accés dels usuaris de la línia Llobregat-Anoia al centre de la ciutat de Barcelona, així com incrementar la cobertura territorial de l'Esquerra de l'Eixample" i "connectar amb les línies de Balmes i del Vallès".
El 2005 es va iniciar els estudis del perllongament de la Línia Llobregat-Anoia. El 2014 la Generalitat va publicar l'estudi informatiu del perllongament de la línia Llobregat-Anoia d'FGC entre Plaça Espanya i Gràcia amb una longitud de 4,1 quilòmetres, dos túnels independents de 6,7 metres de diàmetre construïts amb tuneladora. L'ampliació seria de tres estacions:
- Hospital Clínic -en comptes d'Entença (PDI 2001-2010). Correspondència amb L5.
- Francesc Macià. Correspondència amb Trambaix.
- Gràcia. Correspondència amb la Línia Barcelona-Vallès.

Finalment, les obres es van iniciar al gener de 2024, amb la intenció d'enllestir-les i posar el perllongament en servei en l'horitzó de 2030.
El segon perllongament proposat direcció Besòs i després cap a Horta i el Vallès seria inclòs com a perllongament de la Línia Barcelona-Vallès des de Plaça Catalunya.
Inicialment, el Pacte Nacional per a les infraestructures i el Pla Director d'Infraestructures 2009-2018 recollien l'ampliació de deu estacions des de Gràcia L8 cap a Parc del Besòs, amb una longitud total de 10,9 km, enllaçant amb:
- Hospital Clínic (L5; en el primer projecte es preveia Entença)
- Francesc Macià (TRAM)
- Gràcia (Ferrocarrils de la Generalitat de Catalunya)
- Joanic (L4)
- Sagrada Família (L2 i L5)
- Glòries (L1 i TRAM)
- Pere IV (TRAM)
- Cristòfor de Moura
- Besòs Mar (L4)
- Parc del Besòs (TRAM)

Al PDI 2009-2018 també es recollia una nova línia Poblenou-UAB, que podria ser de caràcter independent, o segons recomanava aquell PDI ser un segon perllongament de la línia 8, connectant la línia Llobregat-Anoia i la línia Barcelona-Vallès. Aquesta línia tindria 14,4 km de longitud i 8 estacions, enllaçant amb:
- Bac de Roda (L2)
- La Sagrera (L1, L4, L5, L9, L10 i Rodalies de Catalunya)
- Maragall (L4 i L5)
- Mundet (L3)
- Cerdanyola Universitat (Rodalies de Catalunya)
- Universitat Autònoma (Ferrocarrils de la Generalitat de Catalunya).[54]

### Nova estació Cornellà Salines
Està programada una nova estació anomenada Cornellà Salines entre Cornellà-Riera i Sant Boi, entre altres ampliacions com la creació de dos ramals d'11 i 14 km.